# Эритрин
Эритри́н (англ. Erythrite от др.-греч. ἐρυθρός — красный), реже эритрит, а также ко́бальтовая о́хра (частично устар.):172 или кобальтовые цветы (устар.) — минерал класса арсенатов. Состоит из арсената кобальта(II) с примесями никеля, железа, цинка, магния и кальция.

## Название
До середины XIX века эритрин чаще был известен в качестве красной или розовой кобальтовой охры.:95 Однако в такой форме он упоминался не всегда, а только в тех случаях, когда внешний вид эритрина по форме напоминал землистые массы или примазки на поверхности других минералов. В кристаллической форме чаще употреблялось название кобальтовые цветы.

## Применение, месторождения
В качестве самостоятельной руды эритрин почти не имеет практического значения, однако является индикатором находящихся рядом кобальтовых руд, иногда и самородного серебра. Иногда используется для окраски стекла. Эритрин появляется из оксидов кобальта. Эритрин преимущественно образуется при окислении кобальтовых руд, содержащих мышьяк(в основном при окислении скуттерудита). Эритрин часто встречается в ассоциации с скуттерудитом, адамином, кобальтином, розелитом.
Самые известные месторождения находятся в Кобальте (Онтарио, Канада), Шнеберг (Саксония, Германия), Бу-Аззер (Марокко).